# 山名教豊
山名 教豊（やまな のりとよ）は、室町時代後期の守護大名。但馬・播磨・備後・安芸守護。山名宗全（持豊）の嫡男。

## 経歴
応永31年（1424年）、山名宗全の嫡男として生まれる。室町幕府第6代将軍・足利義教と父・宗全（持豊）より1字ずつ賜り教豊と名乗る。嘉吉元年（1441年）に義教が赤松満祐に暗殺されると父と共に播磨へ侵攻（嘉吉の乱）、父から褒賞として播磨国三木郡を与えられたという。文安4年（1447年）には既に出家していた父に代わって将軍家の椀飯を務めた。
享徳3年（1454年）、父が第8代将軍・足利義政の怒りを買い但馬へ下向し隠居した為、家督を譲られて山名氏当主となり、但馬・播磨・備後・安芸4ヶ国の守護となる。翌康正元年（1455年）5月、父が失脚した際に赤松則尚が播磨奪回をはかり山名領へ侵攻すると、父と共に赤松軍を備前へ追い払った。以後、長禄2年（1458年）に父が赦免されるまで京都で幕府に出仕した。
畠山氏の内紛に際しては、畠山義就を支持する父に難色を示しており、寛正元年（1460年）に父と仲違いして播磨へ下向した。文正元年（1466年）8月に（恐らく宗全の意向で）兵を率いて上洛している。同年10月に細川勝元が畠山義就討伐を計画した際にその大将の有力候補になっていることから、その後も父と微妙な考え方の違いがあったとみられる。しかし、『応仁記』には「山名入道ノ嫡子ノ伊予守」が西軍の将を務めたとあるため、応仁の乱では父に従って西軍に参戦したと考えられる。
応仁元年（1467年）9月9日、父に先立って陣没。享年44。父が一旦当主に復帰した後に、家督を嫡男（弟とも）の政豊が継いだ。